# Scorpidium
Scorpidium là một chi rêu trong họ Amblystegiaceae.